# Gaea (Krater)
Koordinaten: 55° 0′ 0″ N, 35° 0′ 0″ O

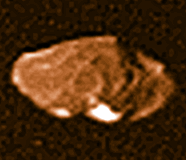
Farbfoto gemacht von Voyager 2. Zu diesem Zeitpunkt befand sich Jupiter auf der rechten Seite. Gaea ist an den hellen Flecken unten zu erkennen.

Gaea (auch Gaia) ist ein Einschlagskrater auf dem Jupitermond Amalthea.
Ihr Durchmesser beträgt ungefähr 80 km und die Tiefe wird auf 10–12 km geschätzt. Die ungefähren Koordinaten des Zentrums liegen bei 55.000000, 35.000000. Gaea wurde 1979 auf den Bildern der Raumsonde Voyager 1 entdeckt und später von Galileo detaillierter fotografiert. Gaea befindet sich nahe dem Südpol auf Amalthea.
Gaea liegt inmitten eigenartigen unbenannten hellen Strukturen, von denen angenommen wird, dass es sich um ein Facula (ähnlich wie Ida Facula oder Lyctos Facula) handelt. Die Größe dieses hellen Gebiets beträgt etwa 25 km. 

## Namensgebung
Der Krater wurde 1979 von der IAU nach Gaia der Göttin der Erde benannt.